# スパイケニッセ
スパイケニッセ（蘭: Spijkenisse [spɛi̯kəˈnɪsə] ( 音声ファイル)）は、オランダ南ホラント州ニッセヴァールト基礎自治体の町。2015年までは基礎自治体（ヘメーンテ）であった。基礎自治体時代の面積は30.23平方キロメートル、人口は73,921人（2007年）。

## 歴史

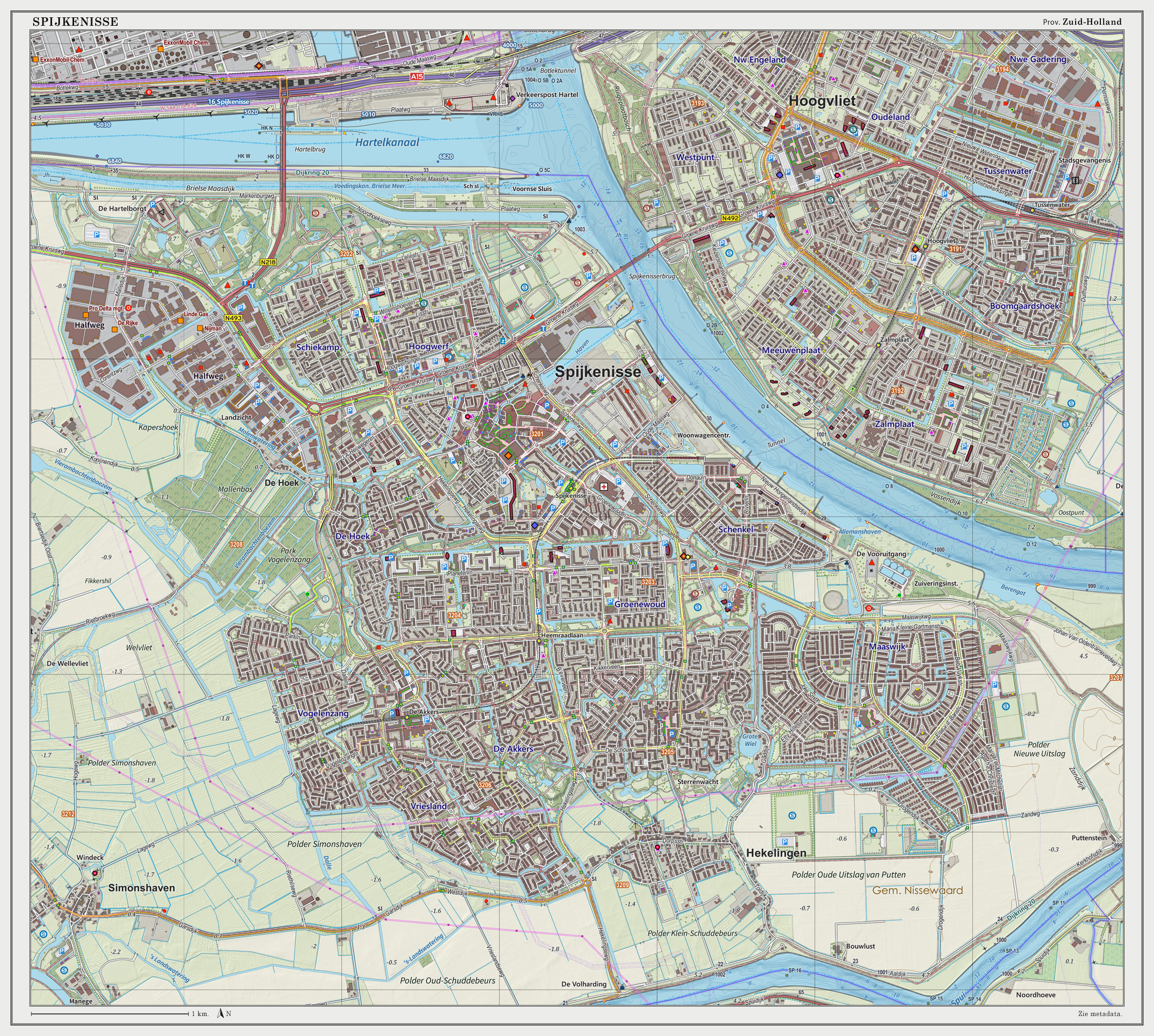
スパイケニッセの地形図（2014年）

考古学的調査により、スパイケニッセ周辺には、数千年も前から人が住んでいたことが示されている。マース川での漁業と湿地帯での狩猟によって生活していた。
スパイケニッセという名前が初めて文献に登場したのは1231年である。Speike (砂嘴 (Spit)) とNesse (鼻 (nose)) の合成語で、マース川に沿って突き出ている砂嘴を意味している。街はアウデ・マース川に沿った入り江にある農業と漁業の村として形成された。
1459年にフィリップ3世の所有となり、1581年にオランダの伯爵の支配下となった。16世紀に何度も洪水の被害をこうむった。17、18世紀には大火に見舞われたが、復興した。
1930年に基礎自治体となった。2015年1月1日に隣接するベルニッセと合併し、新たに創設されたニッセヴァールト基礎自治体の一部となった。

## 観光スポット
アドリアーン・プリンスラーン通り及びその周辺に、ユーロ紙幣裏面に描かれている7種の橋の「実物」がある。同紙幣の絵の橋は本来、ユーロ圏どの国に対しても平等なよう特定のモデルのないデザインで描かれていたが、地元デザイナーの遊び心でこれを現実化したものとなっている。ただしいずれも橋としては小ぶりで、各額面紙幣の基調色で塗られているなど、ポップアート的な側面がある。

## 出身者
- アフロジャック - DJ、音楽プロデューサー

## ギャラリー

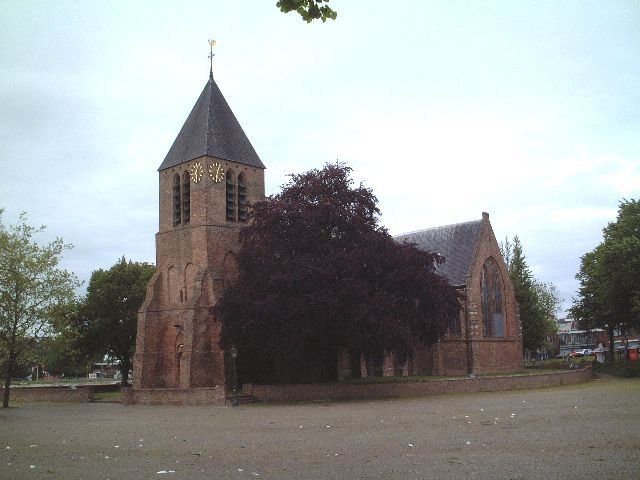
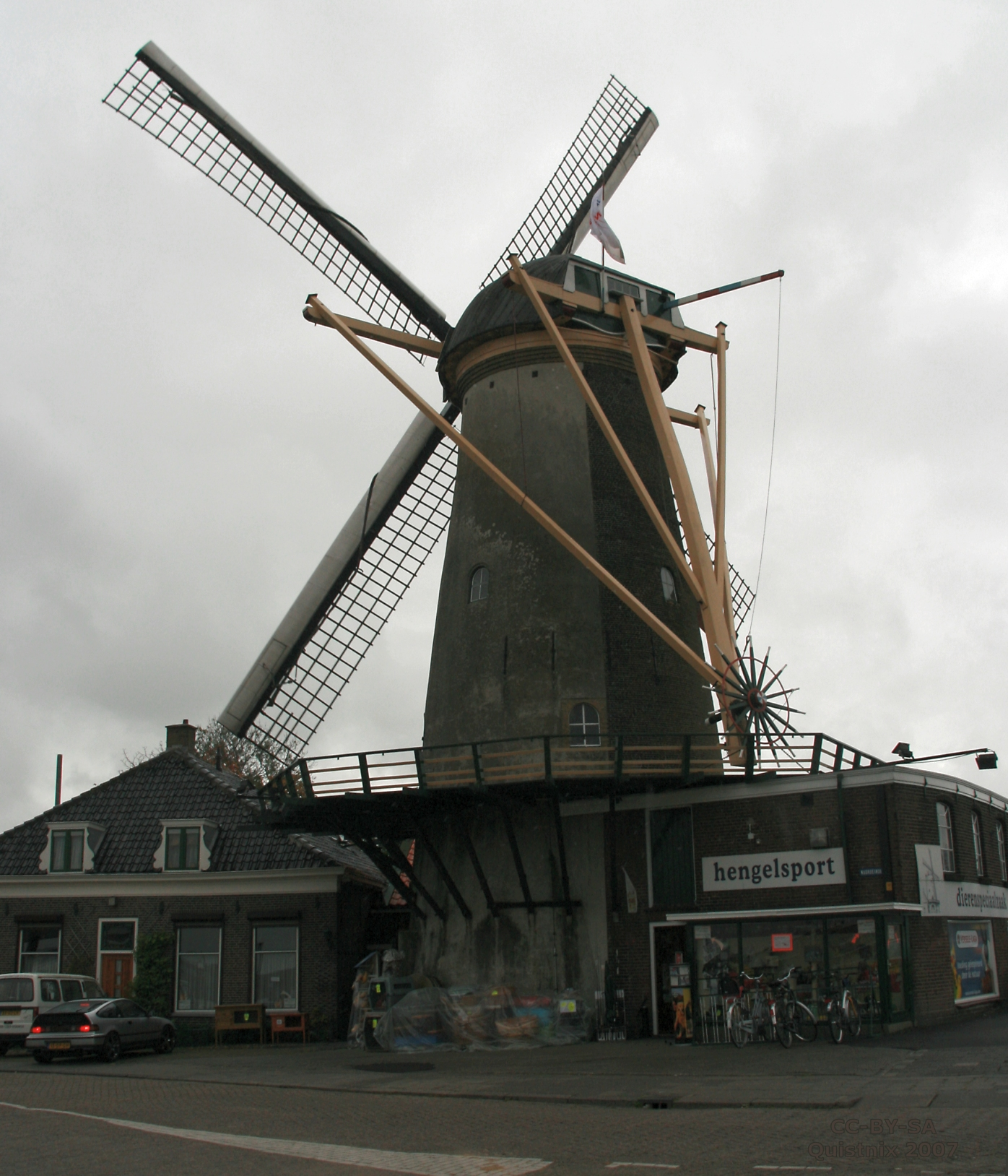
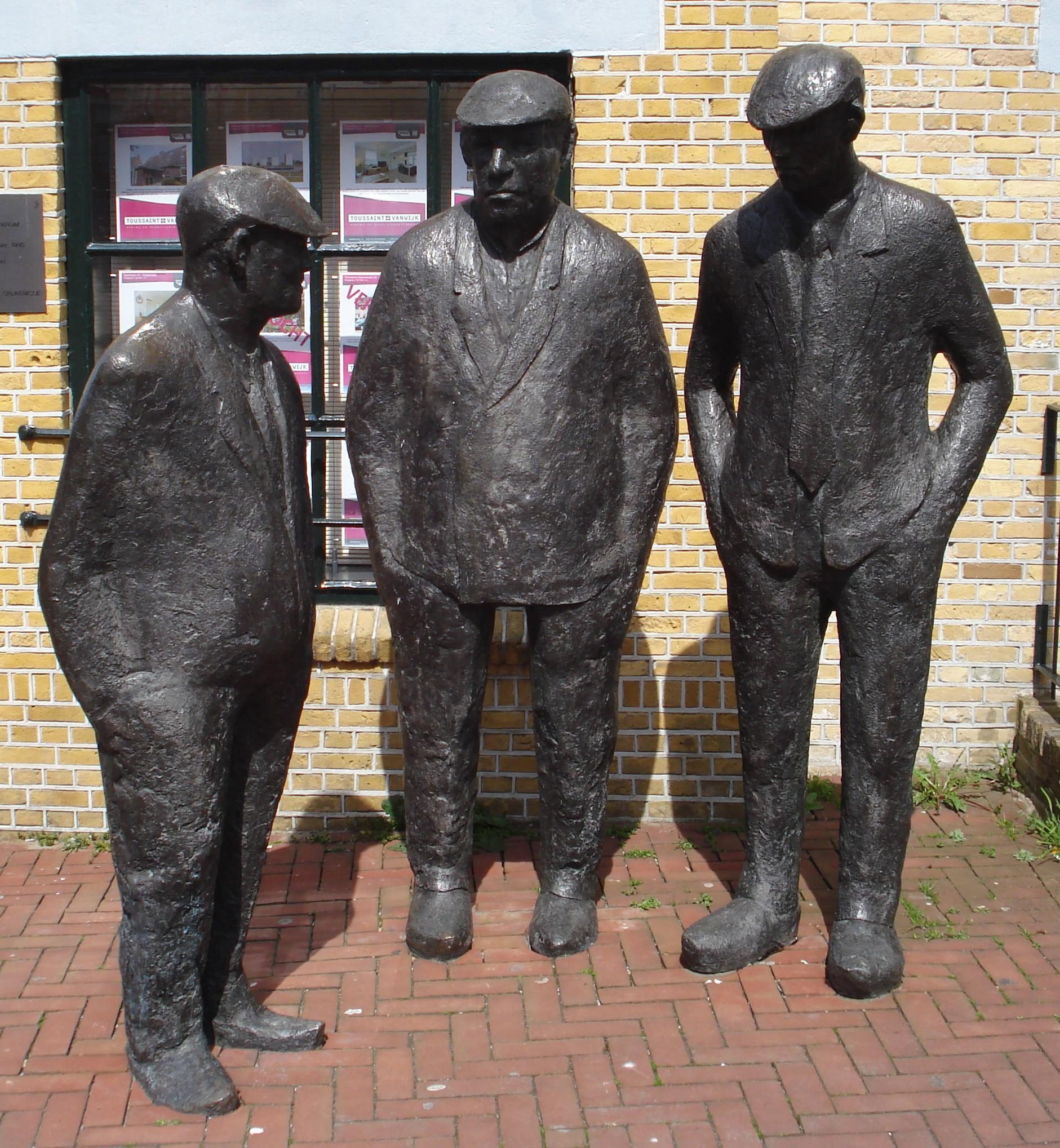
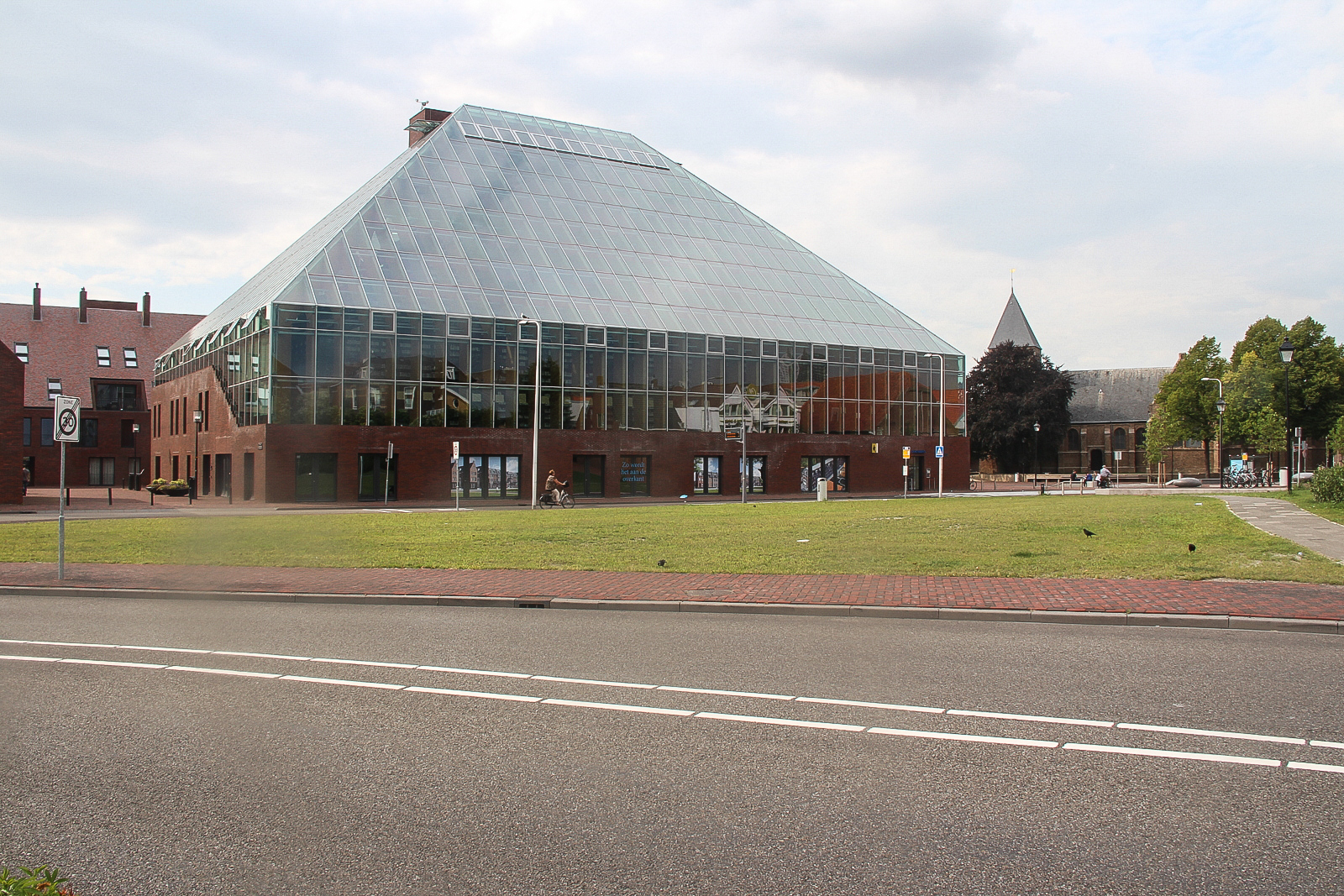
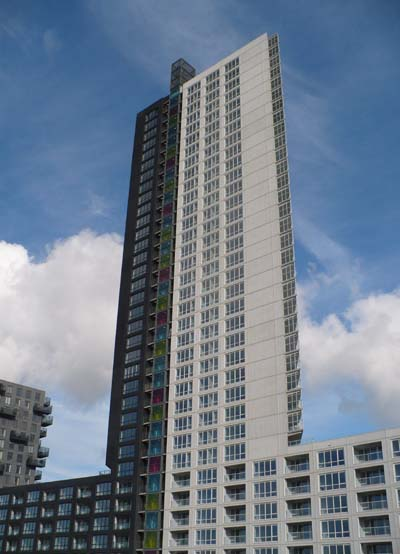
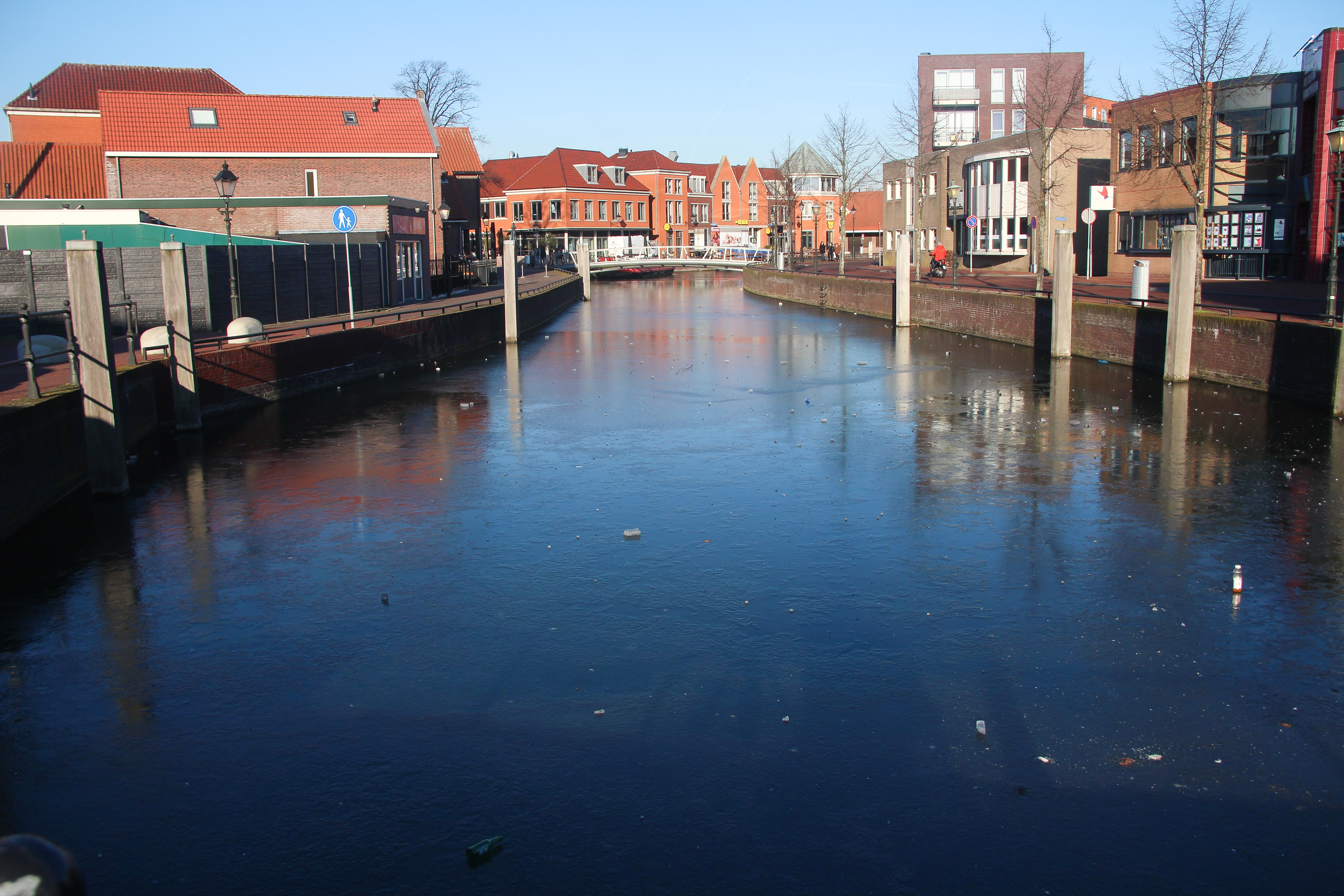
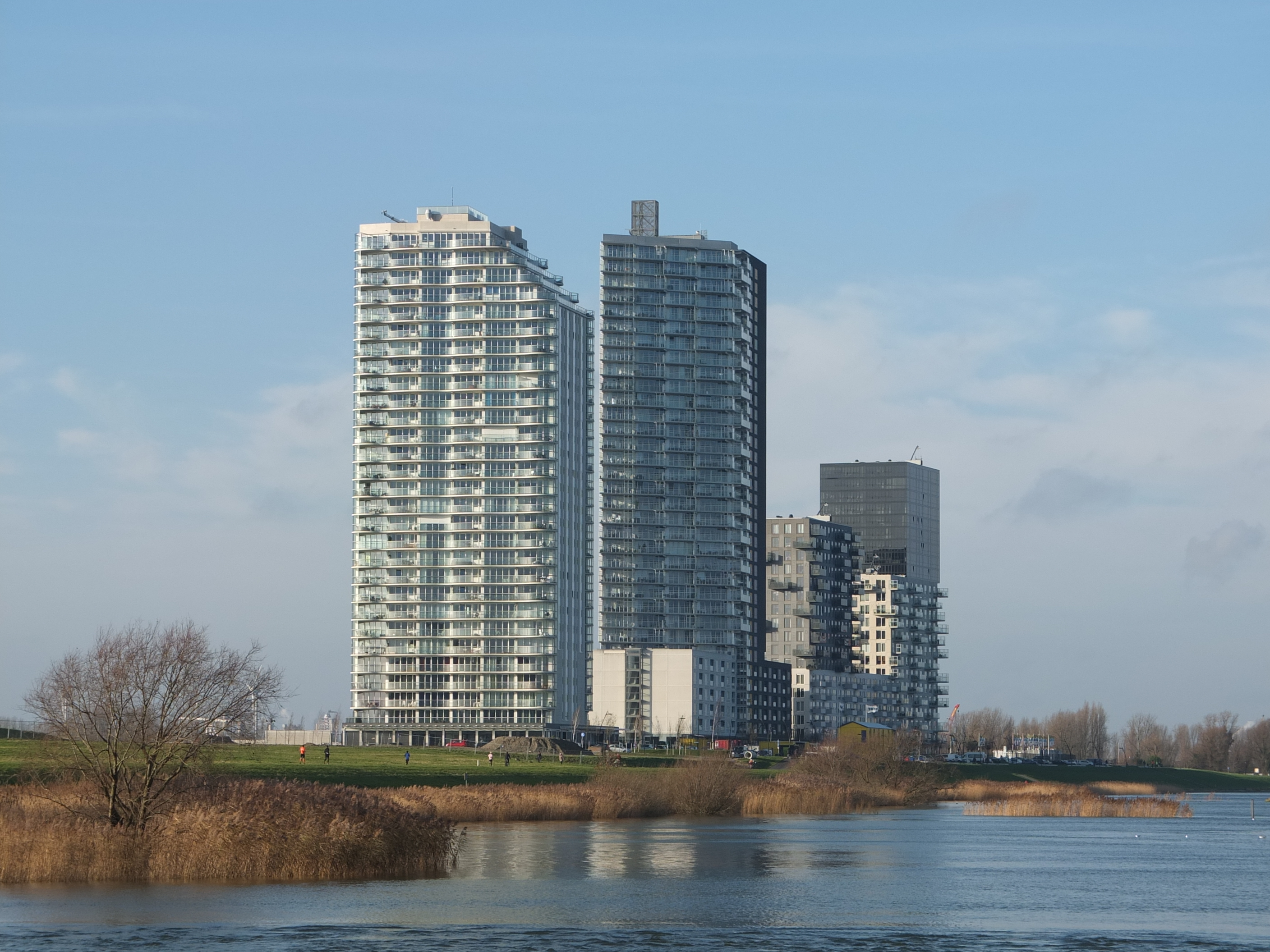
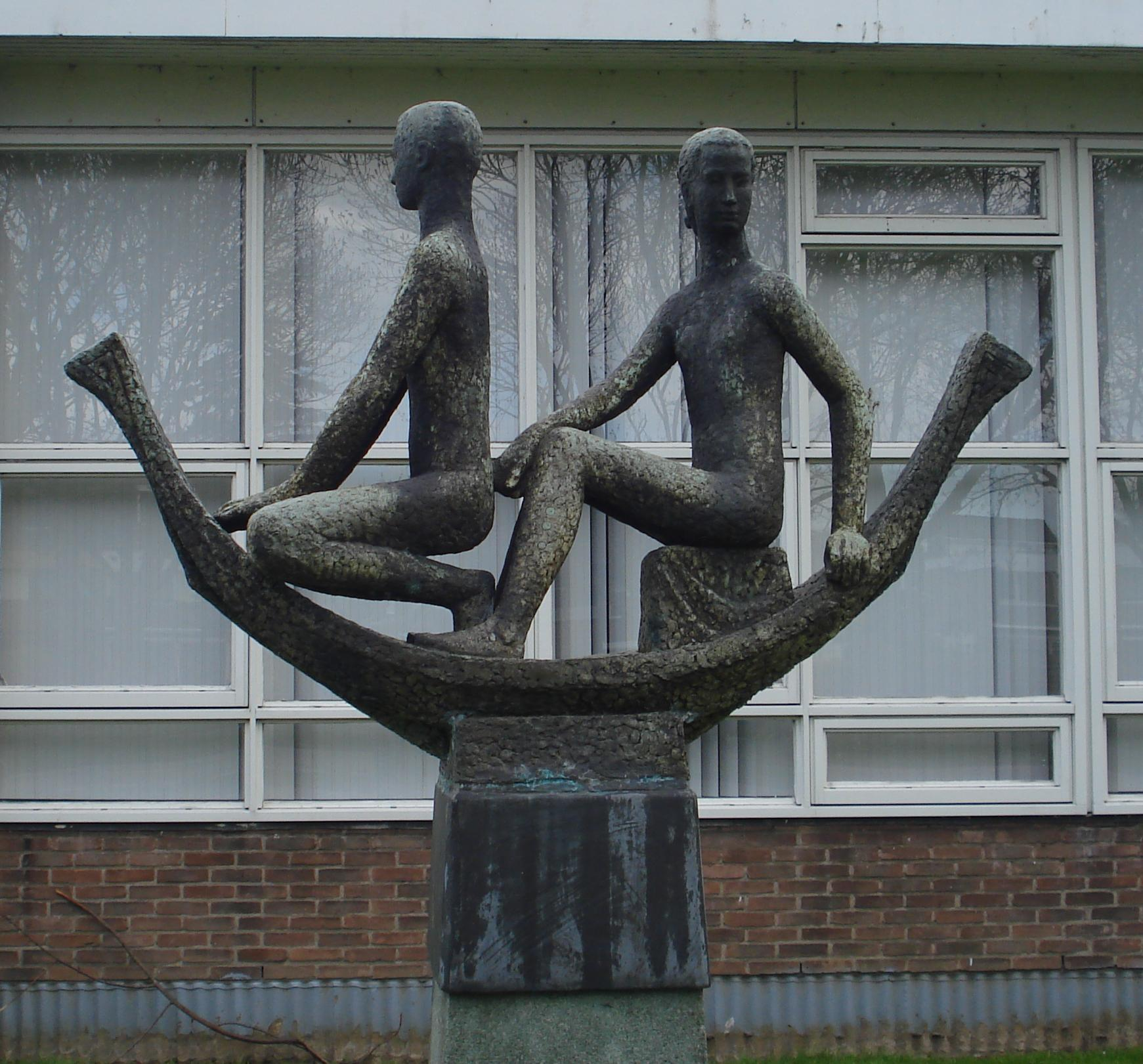
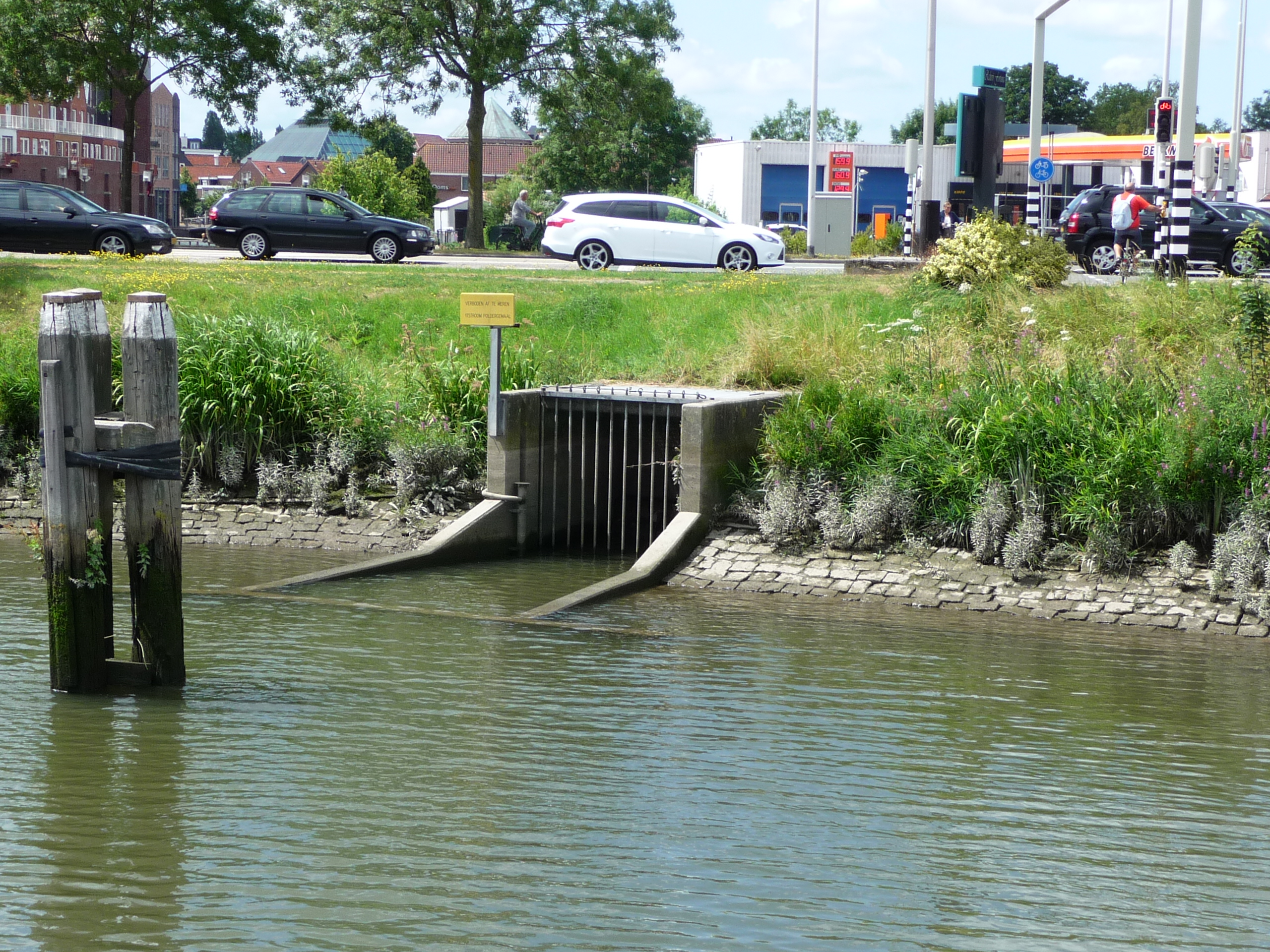